# Alice the Golf Bug
Alice the Golf Bug é um curta-metragem de animação estadunidense de 1927, lançado como parte da série Alice Comedies.